# Ctenopoma multispine
Ctenopoma multispine is een straalvinnige vissensoort uit de familie van de klimbaarzen (Anabantidae). De wetenschappelijke naam van de soort is voor het eerst geldig gepubliceerd in 1844 door Peters.